# 川崎町立川崎第二小学校
川崎町立川崎第二小学校（かわさきちょうりつ かわさきだい2しょうがっこう）は宮城県柴田郡川崎町にある公立小学校である。

## 概要
川崎町の西部に位置し，学区の西部は山形県境である。

## 学区
- 大字今宿地区（ただし、立野行政区の一部を除く。）[2]

## 沿革
- 1874年（明治7年）7月  - 今宿に前川小学校今宿分教場として開校[1]
- 1886年（明治19年）12月 - 前川小学校が前川尋常小学校に改称。同時に前川小学校から独立して今宿簡易小学校となる。
- 1889年（明治22年）8月 - 前川尋常小学校が川崎尋常小学校に改称。今宿簡易小学校が分教場となる。
- 1897年（明治30年）
  - 1月 - 川崎高等尋常小学校に改称
  - 5月 - 分教場が移転
- 1917年（大正6年）9月 - 分教場が野上分校に改称
- 1921年（大正10年）5月 - 現在地に移転
- 1941年（昭和16年）4月1日 - 川崎国民学校野上分校に改称
- 1947年（昭和22年）4月1日 - 川崎村立川崎小学校野上分校に改称
- 1948年（昭和23年）5月3日 - 町制施行により川崎町立川崎小学校野上分校に改称
- 1961年（昭和36年）4月1日 - 独立により川崎町立川崎第二小学校となる。
- 1966年（昭和41年）6月 - 旧屋内体育館完成[3]
- 1972年（昭和42年）8月 - プール完成[3]
- 1985年（昭和60年）1月 - 現校舎完成[3]
- 1992年（平成4年）2月 - 現体育館完成[3]
- 1990年（平成2年）9月 -開校30周年記念式典

## 卒業後の進路
- 川崎中学校へ進学する[2]

## アクセス
かわさき町民バス 笹谷野上線「第二小学校前」下車
過去は宮城交通の路線バスが付近を運行していたが、現在は運行されていない。